# Nidhard
Nidhard (* vor 899; † 25. Mai nach 922) war von 899 bis 921/22 der siebte Bischof von Münster. Möglicherweise war er danach auch Bischof von Säben/Brixen.

## Frühe Jahre
Über seine Herkunft ist nichts Konkretes bekannt. Fälschlicherweise wurde ihm eine angelsächsische Herkunft zugeschrieben. Wahrscheinlicher ist die These eines süddeutschen Hintergrundes. Möglich ist eine Herkunft aus der Familie des Grafen Sighard, der als Stammvater der Grafen von Ebersberg gilt. Eine verwandtschaftliche Beziehung bestand womöglich auch zu Oda, der Gattin von Kaiser Arnulf von Kärnten. Aufgrund seiner familiären Beziehungen kam Nithard an den kaiserlichen Hof. Im Jahr 898 erhielt er durch den Kaiser ein Gut des Klosters Niedernburg auf Lebenszeit. Es ist wahrscheinlich, dass er zu dieser Zeit Kleriker in Passau gewesen war. Möglicherweise im Zusammenhang mit der politischen Krise wegen der Anklage gegen die Kaiserin wurde der über die Hintergründe gut unterrichtete Nithard vom kaiserlichen Hof entfernt, indem Arnulf ihm das Bistum Münster verlieh.

## Zeit in Münster
Aus der ersten Zeit Nithards in Münster existieren keine Quellen. In Sachsen trat die Macht des Königs hinter die des Herzogs oder kleinerer Adeliger zurück. Zudem wurde das Land durch die Ungarneinfälle beeinträchtigt. Auch die Machtübernahme Konrads I. 911 änderte an der unsicheren Lage zunächst nichts. An den von Konrad einberufenen Synoden nahmen die sächsischen Bischöfe unter ihnen auch Nithard nicht teil.
In seinem Einflussbereich im Stift Münster brach ein Aufstand des regionalen Adels insbesondere der Meinhövel aus, der sich schon zur Zeit seines Vorgängers Wolfhelm angebahnt hatte. Die Hintergründe sind nicht bekannt. Spätere Chroniken sprechen gar von einer Zerstörung Münsters und des Doms. Daran wurden verschiedentlich Zweifel erhoben. Archäologische Befunde belegen jedoch einen Großbrand der Gebäude auf dem Domplatz, der auch die Kirchen beschädigt haben dürfte. Diese Zerstörungen können durchaus aus der Zeit Nitharts stammen. Dabei sollen die Meinhövel auch die von Wolfhelm mitgebrachten Reliquien gestohlen worden sein. Diese wurden erst Jahrhunderte später zurückgegeben.
Er gilt als einer der Unterstützer Heinrichs I. Aber nach dessen Wahl scheint es zunächst zu keiner Begegnung mit Nithard gekommen zu sein. Bei der Begegnung Heinrichs mit dem westfränkischen König Karl der Einfältige war Nithard 921 anwesend und war Zeuge des Bonner Vertrag. An der Synode von 922 nahm er dagegen offenbar nicht teil. Möglicherweise hatte er vor dem Hintergrund des Aufstandes Münster bereits verlassen. Dafür spricht, dass die Bischofschronik weder über seinen Tod noch über den Ort seiner Bestattung berichtet.

## Bischof von Säben?
Es spricht einiges dafür, ihn mit Bischof Nithard von Säben gleichzusetzen. Säben befand sich der Nähe des Machtbereichs der Sighardinger. Nithard soll von dem bayerischen Herzog Arnulf dem Bösen zum Bischof ernannt worden sein. Die Ernennung von Angehörigen verwandter Geschlechter gehörte zur herzoglichen Politik. Der Wechsel von Münster nach Brixen war zu jener Zeit kirchenrechtlich eigentlich verboten. Aber es fehlen die Quellen, die berichten, unter welchen Umständen dies geschehen konnte – vorausgesetzt, es handelte sich tatsächlich um dieselbe Person. In den Necrologen der Diözese Säben/Brixen aus dem 13. Jahrhundert fehlt der Name Nithard. Es spricht einiges dafür, dass er in Säben nicht als ständiger Bischof wirkte oder dass er keine Anerkennung gefunden hatte. In der lokalen Überlieferung heißt es, dass Nithard 935/938 gestorben und dort bestattet worden sei. Andere Berichte sprechen von einer Resignation. Als Todestag nennen Nekrologe den 25., 26. oder 28. Mai.